# 伯奈利超級達文西半自動霰彈槍
伯奈利超級達文西霰彈槍（英語：Benelli Super Vinci）是一款由意大利槍械製造商伯奈利公司在2011年設計和生產的現代化標準型半自動式散彈槍，是伯奈利達文西的可發射31⁄2英吋12鉛徑霰彈版本，適合獵人使用，可以發射23⁄4、3英吋和31⁄2英吋12鉛徑霰彈。

## 簡介
伯奈利超級達文西的最大特徵是伯奈利专利的後座作用系統—慣性後坐，並且包括後座力緩衝功能，有著高度可靠性和容易的維護的優點。該霰彈槍最重要的改進，就是可以使用31⁄2英吋的12鉛徑超級馬格南霰彈藥筒的延長機匣。該霰彈槍具有高度模組化設計所組成的自由浮動式槍管／機匣模組，包括操作系統、槍管和槍機，扳機組件／前護木模組（包括扳機配件、保險、彈藥加掛包和管式彈倉）和槍托。該霰彈槍的名字來源自列奥纳多·达·芬奇。這是伯奈利公司首枝在網上展示出其專利級的慣性後坐式操作系統的半自動式霰彈槍。它的主要設計目的是為了狩獵用途，而非战争或防衛用途。而伯奈利M3和伯奈利M4這兩款霰彈槍才是伯奈利在戰術霰彈槍（和戰鬥散彈槍）市場上的競爭的主要產品。

## 資料來源
1. ↑  .   [2012-03-13]. （原始内容存档于2012-01-31）.
2. 1 2 3 4 5  .   [2012-03-13]. （原始内容存档于2012-03-14）.
3. ↑  .   [2012-03-13]. （原始内容存档于2011-07-22）.
4. ↑  .   [2012-03-13]. （原始内容存档于2010-07-23）.

## 外部連結
- （英文）—美國伯奈利官方網站
- （英文）—Benelli Vinci operator's manual[永久]
- （英文）—Super Vinci from BenelliUSA | World's Fastest-Shooting Shotgun
- （意大利文）—意大利伯奈利官方網站—Super Vinci
- （英文）—Benelli Super Vinci 3.5″ Magnum – Super Size My Vinci（页面存档备份，存于）
- （英文）—The Firearm Blog.com—Benelli Super Vinci（页面存档备份，存于）
- （英文）—YouTube上的Super Size It
- （英文）—YouTube上的Super Vinci - The Evolution of the Revolution
- （意大利文）—YouTube上的ITALIANO: Benelli Armi presenta: Vinci Challenge con Raniero Testa (HD)